# Me 329戰鬥機
梅塞施密特Me 329（Messerschmitt Me 329）是一架由梅塞施密特公司於二次世界大戰時設計與開發的重型戰鬥機原型。本來將會取代Me 410戰鬥機在德國空軍裡所扮演的角色。
如同Me 265戰鬥機，Me 329也運用了飛翼設計。其他如泡型艙罩和可以遠程控制的機尾砲都是劃時代的設計。
然而這些先進的設計所帶來的優勢卻是微不足道的。戰鬥機的開發不被官方注目，當它的滑翔機模型第一次試飛的成績出來後，這項計畫便於1945年初被終止了。

## 性能參數
基本信息
- 机组：2名

性能
武器

- 2xMG151/20
- 4x MK108機砲,
- 1x MK114機砲於機鼻
- 1x MG151/20於機尾
- 可搭載1,000kg的炸彈

## 相關連結
1919年－1945年德國軍用飛機列表
相关开发
- Me 265戰鬥機

类似型号
- Me 210戰鬥機
- Me 410戰鬥機